# Spilarctia bipunctata
Spilarctia bipunctata là một loài bướm đêm thuộc phân họ Arctiinae, họ Erebidae.